# Заудаевское
Заудаевское (укр. Заудаївське) — село в Прилукском районе Черниговской области Украины. Население — 44 человека. Занимает площадь 0,023 км².
Почтовый индекс: 17531. Телефонный код: +380 4637.

## Власть
Орган местного самоуправления — Смошский сельский совет. Почтовый адрес: 17531, Черниговская обл., Прилукский р-н, с. Смош, ул. Покровская, 32.